# Wereldkampioenschappen schaatsen afstanden 2015 - Massastart vrouwen
De massastart vrouwen op de wereldkampioenschappen schaatsen afstanden 2015 werd gereden op zondag 15 februari 2015 in het ijsstadion Thialf in Heerenveen, Nederland.
Het was de eerste keer dat de massastart op het programma van de wereldkampioenschappen afstanden stond, ook was het onderdeel (nog) niet olympisch. Er was dus geen titelverdediger en geen olympisch kampioen. In de vijf wereldbekerwedstrijden voorafgaand aan het wereldkampioenschap stonden Ivanie Blondin en Irene Schouten alle keren op het podium en wonnen ze beiden twee races. Martina Sáblíková won ook een race.

## Verslag
De eerste editie van het wereldkampioenschap massastart voor vrouwen begon met een aanval van Miho Takagi die Vanessa Bittner meekreeg. Bittner won de eerste tussensprint, maar liet zich daarna terugzakken. De Japanse ging alleen verder en kreeg zo'n negen seconde voorsprong. Ze won de tweede tussensprint waarna ze door het peloton gegrepen werd. Met nog zes ronden te gaan zette vervolgens Martina Sáblíková aan, maar ze kon niet wegrijden. Nadat de derde tussensprint door Bente Kraus gewonnen was probeerde Sáblíková opnieuw weg te rijden, maar ze werd teruggepakt door de Nederlandse vrouwen. In de eindsprint trok Mariska Huisman de sprint aan voor haar landgenote Irene Schouten die op het laatste rechte eind Ivanie Blondin achter zich hield; Huisman pakte nog het brons mee.

## Plaatsing
De regels van de ISU schrijven voor dat er maximaal 24 schaatssters zich plaatsen voor het WK op deze afstand. Geplaatst zijn de beste 24 schaatssters van het wereldbekerklassement na vier manches, met een beperking van maximaal twee schaatssters per land.

## Uitslag
| Rang   | Naam                   | Land             | Ronden | Spr. 1 | Spr. 2 | Spr. 3 | Eindsprint | Punten | Tijd    |
| ------ | ---------------------- | ---------------- | ------ | ------ | ------ | ------ | ---------- | ------ | ------- |
| Goud   | Irene Schouten         | Nederland        | 16     |        |        |        | 60         | 60     | 8.38,23 |
| Zilver | Ivanie Blondin         | Canada           | 16     |        |        |        | 40         | 40     | 8.38,38 |
| Brons  | Mariska Huisman        | Nederland        | 16     |        |        |        | 20         | 20     | 8.38,70 |
| 4      | Miho Takagi            | Japan            | 16     | 3      | 5      |        |            | 8      | 9.12,23 |
| 5      | Vanessa Bittner        | Oostenrijk       | 16     | 5      | 1      |        |            | 6      | 9.06,64 |
| 6      | Bente Kraus            | Duitsland        | 16     |        |        | 5      |            | 5      | 8.50,61 |
| 7      | Liu Yichi              | China            | 16     |        |        | 3      |            | 3      | 8.43,03 |
| 8      | Liu Jing               | China            | 16     |        | 3      |        |            | 3      | 9.04,93 |
| 9      | Marina Zoejeva         | Wit-Rusland      | 16     | 1      |        |        |            | 1      | 8.45,25 |
| 10     | Saskia Alusalu         | Estland          | 16     |        |        | 1      |            | 1      | 8.47,05 |
| 11     | Nikola Zdráhalová      | Tsjechië         | 16     |        | 1      |        |            | 1      | 8.57,71 |
| 12     | Kim Bo-reum            | Zuid-Korea       | 16     |        |        |        |            | 0      | 8.38,95 |
| 13     | Nana Takagi            | Japan            | 16     |        |        |        |            | 0      | 8.39,01 |
| 14     | Francesca Lollobrigida | Italië           | 16     |        |        |        |            | 0      | 8.39,39 |
| 15     | Natalja Voronina       | Rusland          | 16     |        |        |        |            | 0      | 8.40,17 |
| 16     | Martina Sáblíková      | Tsjechië         | 16     |        |        |        |            | 0      | 8.40,87 |
| 17     | Jelena Peeters         | België           | 16     |        |        |        |            | 0      | 8.42,58 |
| 18     | Claudia Pechstein      | Duitsland        | 16     |        |        |        |            | 0      | 8.43,02 |
| 19     | Kali Christ            | Canada           | 16     |        |        |        |            | 0      | 8.43,19 |
| 20     | Maria Lamb             | Verenigde Staten | 16     |        |        |        |            | 0      | 8.43,23 |
| 21     | Jun Ye-jin             | Zuid-Korea       | 16     |        |        |        |            | 0      | 8.46,14 |
| 22     | Tatjana Michajlova     | Wit-Rusland      | 12     |        |        |        |            | 0      | DQ      |

2015 · 
2016 · 
2017 · 
2019 · 
2020 · 
2021 · 
2023 · 
2024 · 
2025